# Marcel Fischer
Marcel Fischer (Biel/Bienne, 14 augustus 1978) is een Zwitsers voormalig schermer.

## Carrière
Fischer groeide op in Brügg bij Biel en woont in Basel. Hij studeerde geneeskunde aan de Universiteit van Bazel en studeerde in november 2006 af. Na zijn dissertatie bereidde hij zich vooral voor op de Olympische Zomerspelen van 2008 in Peking, waarvoor hij zich echter niet kwalificeerde. Op de Olympische Zomerspelen van 2004 in Athene werd hij Olympisch kampioen degenschermen. In de finale versloeg hij Wang Lei uit China met 15:9. Fischer eindigde zowel in 2003 als in 2004 op de tweede plaats in het wereldbekerklassement en werd vierde op de Olympische Zomerspelen van 2000 in Sydney. Hij was lid van de schermvereniging van Basel. Hij leerde schermen in de schermclub van Biel, waarvan de toenmalige schermmeester Ryszard Marszałek was. De Poolse school van Marszałek was meer defensief ingesteld, wat weerspiegeld wordt in de schermstijl van Fischer. Zijn laatste coaches waren de Duitsers Rolf Kalich (voormalig bondscoach) en Manfred Beckmann (clubcoach). In 2004 ontving hij voor zijn successen de SwissAward in de categorie Sport.
Op 13 november 2008 gaf hij een persconferentie in de hal van de schermclub van Biel, waarin hij zijn afscheid van de topsport aankondigde: "Het is een bijzonder moment om hier te stoppen, waar het allemaal begon".
Hij werkt als orthopedisch chirurg en woont met zijn partner en dochter in Scherzingen. In 2011 kreeg hij kanker en werd de kwaadaardige tumor operatief verwijderd.

## Resultaten

### Olympische Zomerspelen
| Jaar | Plaats | Resultaten |
| ---- | ------ | ---------- |
| 2000 | Sydney | 4e degen   |
| 2004 | Athene | degen      |

1900: Ramón Fonst ·
1904: Ramón Fonst ·
1908: Gaston Alibert ·
1912: Paul Anspach ·
1920: Armand Massard ·
1924: Charles Delporte ·
1928: Lucien Gaudin ·
1932: Giancarlo Cornaggia-Medici ·
1936: Franco Riccardi ·
1948: Gino Cantone ·
1952: Edoardo Mangiarotti ·
1956: Carlo Pavesi ·
1960: Giuseppe Delfino ·
1964: Grigori Kriss ·
1968: Győző Kulcsár ·
1972: Csaba Fenyvesi ·
1976: Alexander Pusch ·
1980: Johan Harmenberg ·
1984: Philippe Boisse ·
1988: Arnd Schmitt ·
1992: Éric Srecki ·
1996: Aleksandr Beketov ·
2000: Pavel Kolobkov ·
2004: Marcel Fischer ·
2008: Matteo Tagliariol · 
2012: Rubén Limardo · 
2016: Park Sang-young · 
2020: Romain Cannone · 
2024: Koki Kano